# Marion Brandt
Marion Brandt (ur. w 1960 we Frankfurcie nad Odrą) – germanistka, profesor Uniwersytetu Gdańskiego, zajmuje się stosunkami polsko-niemieckimi w literaturze, literaturą niemiecką XX w. oraz literaturą związaną z Gdańskiem.

## Życiorys
Marion Brandt urodziła się we Frankfurcie nad Odrą. Studiowała historię, germanistykę i pedagogikę w Warszawie (od 1979 na Uniwersytecie Warszawskim), a następnie w Berlinie. W 1990 na podstawie pracy Schweigen ist ein Ort der Antwort. Eine Analyse des Gedichtzyklus „Das Wort der Stummen” von Gertrud Kolmar uzyskała stopień doktora, w 2002 habilitowała się na podstawie rozprawy Für Eure und unsere Freiheit? Der Polnische Oktober und die Solidarność-Revolution in der Wahrnehmung von Schriftstellern aus der DDR. W latach 2000–2005 pracowała jako lektor Deutscher Akademischer Austauschdienst (Niemiecka Centrala Wymiany Akademickiej) w Gdańsku. W 2002 została profesorem literatury niemieckiej w Instytucie Filologii Germańskiej Uniwersytetu Gdańskiego. Głównymi obszarami jej zainteresowań naukowych są: Gertrud Kolmar, komparatystyka literacka (imagologia, intertekstualność) i badania międzykulturowe na przykładzie polsko-niemieckim, poezja, pisarstwo kobiet, literatura awangardowa i okresu Republiki Weimarskiej, literatura powstała w Gdańsku.

## Publikacje

### Teksty naukowe
- Schweigen ist ein Ort der Antwort. Eine Analyse des Gedichtzyklus „Das Wort der Stummen” von Gertrud Kolmar (1993)
- (Red.) Gertrud Kolmar: Orte. Katalog zur Ausstellung im Heimatmuseum Falkensee vom 9. Dezember 1994 bis 26. Februar 1995 (1994)
- (Red.) Til Brugman: Das vertippte Zebra. Lyrik und Prosa (1995)
- Gertrud Kolmar (1894-1943) in Falkensee-Finkenkrug bei Berlin. Frankfurter Buntbücher 16 (1995)
- Für Eure und unsere Freiheit? Der Polnische Oktober und die Solidarność-Revolution in der Wahrnehmung von Schriftstellern aus der DDR (2002)
- (Red.) Grenzüberschreitungen. Deutsche, Polen und Juden zwischen den Kulturen (1918-1939) (2006)
- „Polacy potrafią!” Polski Październik i Solidarność w oczach pisarzy wschodnioniemieckich (2010)
- (Red.) Solidarität mit Polen. Zur Geschichte und Gegenwart der deutschen Polenfreundschaft (2013)
- Erläuterungen zu Alfred Döblins „Reise in Polen” (2016)[5]
- (Red.) Alfred Döblin: Reise in Polen (2016)
- (Red.) Fortschritt, unverhofft. Deutschsprachige Schriftsteller und die Solidarność. Eine Anthologie (2016)
- (Red.) Unterwegs und zurückgesehnt. Studien zum Werk von Helga M. Novak. Mit Erinnerungen an die Dichterin (2017)[6]
- Alfred Döblins „Reise in Polen”. Eine textgenetische Studie. Mit editorischem Kommentar und der Rezeptionsgeschichte des Buches (2020)

### Teksty literackie
- Wasserkleid. Lyrik und Kurzprosa 1981-1996. Berlin 2000.